# Betka
Betka je žensko osebno ime.

## Izvor imena
Ime Betka je različica ženskega osebnega imena Elizabeta.

## Pogostost imena
Po podatkih Statističnega urada Republike Slovenije je bilo na dan 31. decembra 2007 v Sloveniji število ženskih oseb z imenom Betka: 211.

## Osebni praznik
Osebe z imenom Betka lahko godujejo takrat kot Elizabete.